# Отвальт, Эрнст
Эрнст Отвальт (нем. Ernst Ottwalt; настоящее имя — Эрнст Готвальт Николас (нем. Ernst Gottwalt Nicolas); 13 ноября 1901, Ципнов, округ Дойч-Кроне, Западная Пруссия, Германская империя — 24 августа 1943, Кулойлаг, Архангельская область) — немецкий писатель.

## Биография
Окончил школу в Галле, высшее образование получал в Галле и Йене. После Первой мировой войны под влиянием националистических настроений стал членом фрайкора (в 1929 году Отвальт описал своё пребывание там в романе «Спокойствие и порядок») — но через некоторое время, радикально изменив свои политические взгляды, вступил в КПГ и Союз пролетарских революционных писателей. В ноябре 1930 года Фридрих Нойбауэр поставил в Театре Пискатора не сохранившуюся шахтёрскую драму Отвальта «Каждый день вчетвером» о катастрофе на нойродской шахте. В 1931 году Отвальт написал роман «Знают, что творят», в котором показал социальную структуру немецкой судебной системы.
Год спустя Отвальт выпустил книгу Deutschland erwache! Geschichte des Nationalsozialismus (в русском издании «Путь Гитлера к власти: история национал-социализма»), где одним из первых исследовал победное шествие нацизма и предупреждал о его опасности. Тогда же Отвальт совместно с Бертольтом Брехтом написал сценарий фильма «Куле Вампе, или Кому принадлежит мир?», а в сотрудничестве с Хансом Эйслером — радиопьесу «Калифорнийская баллада», рассказывающую о швейцарце Иоганне Августе Зуттере, в XIX веке переселившемся в Америку. Первая её постановка состоялась, предположительно, в 1939 году на радиостанции Belgische Radio- en Televisieomroep и звучала на фламандском языке; песни исполнял Эрнст Буш. В 1968 году на радио ГДР пьеса впервые была сыграна по-немецки.
После прихода нацистов к власти в 1933 году книги Отвальта оказались среди книг, подлежащих сожжению. После этого Отвальт и его жена Вальтраут Николас выехали в Данию, затем в Чехословакию, а в 1934 году приехали в СССР и поселились в Москве. В 1936 году они были арестованы по обвинению в шпионаже и отправлены в лагеря. Отвальт отбывал срок под Архангельском. Вальтраут Николас была отправлена на принудительные работы в Котлас, а в январе 1941 года депортирована в гитлеровскую Германию.
Отвальт скончался в 1943 году.
При этом на Нюрнбергском процессе советский обвинитель прокурор Руденко в своей речи цитировал книгу Отвальта «Германия, проснись!». Таким образом, он стал свидетелем обвинения против нацистов, уже давно будучи жертвой сталинизма.
После Второй мировой войны творчество Отвальта было практически полностью забыто. Его жена узнала о смерти мужа лишь в 1958 году.

## Сочинения
- Ruhe und Ordnung. Berlin: Malik-Verlag, 1929.
- Denn sie wissen was sie tun. Berlin: Malik-Verlag, 1931.
- Путь Гитлера к власти: история национал-социализма. ОГИЗ-СОЦЭКГИЗ. 1933 / Deutschland erwache! Geschichte des Nationalsozialismus. Wien und Leipzig: Hess, 1932.
- Kalifornische Ballade. Rundfunkerzählung, zusammen mit Hanns Eisler, 1932.